# Heidi Knetsch
Heidi Knetsch (* 1947 in Braunschweig) ist eine deutsche Hörspielautorin.

## Leben
Die in München lebende Autorin schreibt Hörspiele für Kinder und Erwachsene (oft gemeinsam mit Stefan Richwien), Erzählungen, Drehbücher und Features. Für ihre Kinderhörspiele wurde sie mehrfach ausgezeichnet, u. a. mit dem Prix Ex Aequo und zweimal (2012 und 2017) mit dem Kinderhörspielpreis der Stadt Karlsruhe. Für Die schwarze Rita erhielt sie 2000 den dritten Preis beim Kinderhörspielpreis des MDR.

## Hörspiele (Auswahl)
Quelle: ARD-Hörspieldatenbank
Autorin:
- 1987: Mit Co-Autorin Nana Ochmann: Die Löwenzahnbande – Regie: Hans Peter Schnicke (Hörspiel – SDR)
- 1988: Der grüne Punkt: Die Küken sind los – Regie: Hans-Peter Bögel (Kurzhörspiel, Kinderhörspiel – SDR)
- 1988: Der grüne Punkt: Durch dick und dünn – Regie: Hartmut Kirste (Kurzhörspiel, Kinderhörspiel – SDR)
- 1988: Mit Co-Autor Stefan Richwien: Der grüne Punkt: Der Mann im Müll – Bearbeitung und Regie: Carola Preuß (Kurzhörspiel, Kinderhörspiel – SDR)
- 1989: Der grüne Punkt: Dreikäsehoch – Regie: Carola Preuß (Kurzhörspiel, Kinderhörspiel – SDR/SWF/SR)
- 1990: Der grüne Punkt: Mit den Händen sehen – Regie: Carola Preuß (Kinderhörspiel – SDR/SWF/SR)
- 1990: Der grüne Punkt: Wer hat Angst vorm Tunnel? – Regie: Eberhard Klasse (Kinderhörspiel – SDR/SWF/SR)
- 1990: Mit Co-Autor Stefan Richwien: Der grüne Punkt: Bei uns halten die Kinder zusammen – Regie: Hans-Peter Bögel (Kinderhörspiel – SDR/SWF/SR)
- 1990: Mit Co-Autor Stefan Richwien: Der grüne Punkt: Der Wolf und das Wölfchen – Regie: Hartmut Kirste (Kinderhörspiel – SDR/SWF/SR)
- 1990: Der grüne Punkt: Kannst du dichthalten? – Regie: Eberhard Klasse (Kinderhörspiel – SDR/SWF/SR)
- 1990: Mit Co-Autor Stefan Richwien: Der grüne Punkt: Kein Platz nirgendwo – Regie: Uwe Berend (Kinderhörspiel – SDR/SWF/SR)
- 1990: Mit Co-Autor Stefan Richwien: Der grüne Punkt: Der Glückskuchen – Regie: Uwe Berend (Kinderhörspiel – SDR/SWF/SR)
- 1991: Mit Co-Autor Stefan Richwien: Kußkuß – Regie: Uwe Berend (Kinderhörspiel, Kurzhörspiel – SDR/SWF/SR)
- 1992: Mit Co-Autor Stefan Richwien: Showdown im SDR 3-Saloon: Hallo, hier ist Siegmund... – Regie: Claus Villinger (Original-Hörspiel, Kurzhörspiel – SDR)
- 1992: Showdown im SDR 3-Saloon: Olé, o weh, Olympia: Ein gemütlicher Abend – Regie: Detlev Ihnken (Kurzhörspiel – SDR)
- 1993: Mit Co-Autor Stefan Richwien: Der Würfel und die Drei – Regie: Werner Simon (Originalhörspiel, Kinderhörspiel – BR)
- 1994: Mit Co-Autor Stefan Richwien: Jakob im Topf – Regie: Werner Simon (Originalhörspiel, Kinderhörspiel – BR)
- 1995: Mit Co-Autor Stefan Richwien: Luzifer und Engelhart – Regie: Marcus Everding (Originalhörspiel, Kinderhörspiel – BR)
- 1997: Mit Co-Autor Stefan Richwien: Stiefelzauber – Regie: Holger Buck (Kinderhörspiel – BR)
- 1999: Johanna und der Zauberer – Regie: Holger Buck (Originalhörspiel, Kurzhörspiel, Kinderhörspiel – BR)
- 2000: Mit Co-Autor Stefan Richwien: Die schwarze Rita – Regie: Angeli Backhausen (Originalhörspiel, Kinderhörspiel – BR)
  - Auszeichnung: Kinder- und Jugendhörspielpreis des MDR-Rundfunkrates 2000 (3. Platz)
- 2004: Mit Co-Autor Stefan Richwien: Weihnachtsmann polizeilich gesucht – Regie: Hartmut Kirste (Originalhörspiel, Kinderhörspiel – MDR)
  - Auszeichnung: Prix Ex Aequo 2007
- 2009: Mit Co-Autor Stefan Richwien: Der Teufel in der Grube. Hörspiel nach Motiven von Saki – Regie: Hans Helge Ott (Originalhörspiel, Kinderhörspiel – NDR)
- 2009: Mit Co-Autor Stefan Richwien: Emily Bell und der erste Schultag – Regie: Oliver Sturm (Originalhörspiel, Kinderhörspiel – Deutschlandradio)
- 2011: Mit Co-Autor Stefan Richwien: Die Helden von Klein-Gurkistan – Regie: Burkhard Ax (Originalhörspiel, Kinderhörspiel – WDR)
- 2011: Mit Co-Autor Stefan Richwien: Container-Paule – Regie: Robert Schoen (Originalhörspiel, Kinderhörspiel – HR/BR)
  - Auszeichnung: Kinder- und Jugendhörspielpreis des MDR-Rundfunkrates 2012 (3. Platz); Nominiert für den Deutschen Kinderhörspielpreis 2011

Bearbeitung (Wort) Heidi Knetsch/Stefan Richwien:
- 1994: Lyman Frank Baum: Der Zauberer von Oz (2 Teile) – Regie: Christoph Dietrich (Hörspielbearbeitung, Kinderhörspiel – SFB/NDR/RB)
- 2000: Charles Dickens: Der Raritätenladen (3 Teile) – Regie: Christiane Ohaus (Hörspielbearbeitung, Kinderhörspiel – RB/Barbara Asbeck)
- 2002: Lisa Tetzner: Die schwarzen Brüder (Ein- und zweiteilige Fassung) – Regie: Christiane Ohaus (Hörspielbearbeitung, Kinderhörspiel – RB/NDR/BR)
- 2004: Christa-Maria Zimmermann: Gefangen im Packeis – Die abenteuerliche Fahrt der Endurance (2 Teile) – Regie: Hans Helge Ott (Hörspielbearbeitung, Kinderhörspiel – NDR)
- 2012: Jimmy Docherty: Der große Baresi (2 Teile) – Regie: Hans Helge Ott (Hörspielbearbeitung, Kinderhörspiel, Kriminalhörspiel – NDR)
  - Auszeichnung: Kinderhörspielpreis der Stadt Karlsruhe 2012
- 2012: Nora Miedler: Warten auf Poirot. Alemannisches Kriminalhörspiel nach dem gleichnamigen Roman – Regie: Günter Maurer (Hörspielbearbeitung, Kriminalhörspiel, Mundarthörspiel – SWR)
- 2017: M. G. Leonard: Käferkumpel – Regie: Robert Schoen (Hörspielbearbeitung, Kinderhörspiel, Kriminalhörspiel – NDR/HR)
  - Auszeichnung: Kinderhörspielpreis der Stadt Karlsruhe 2017

## Hörbücher
Quelle: siehe
- Blasius und Godehard (mit Co-Autor Stefan Richwien, gelesen von Otto Sander)
- Biber & Specht, die Walddetektive 1–4  (mit Co-Autor Stefan Richwien, gelesen von Jürgen Thormann)
- Charles Dickens: Der Raritätenladen (mit Co-Autor Stefan Richwien) (CD-Edition des Hörspiels: Universal Music 2002)